# Longboard

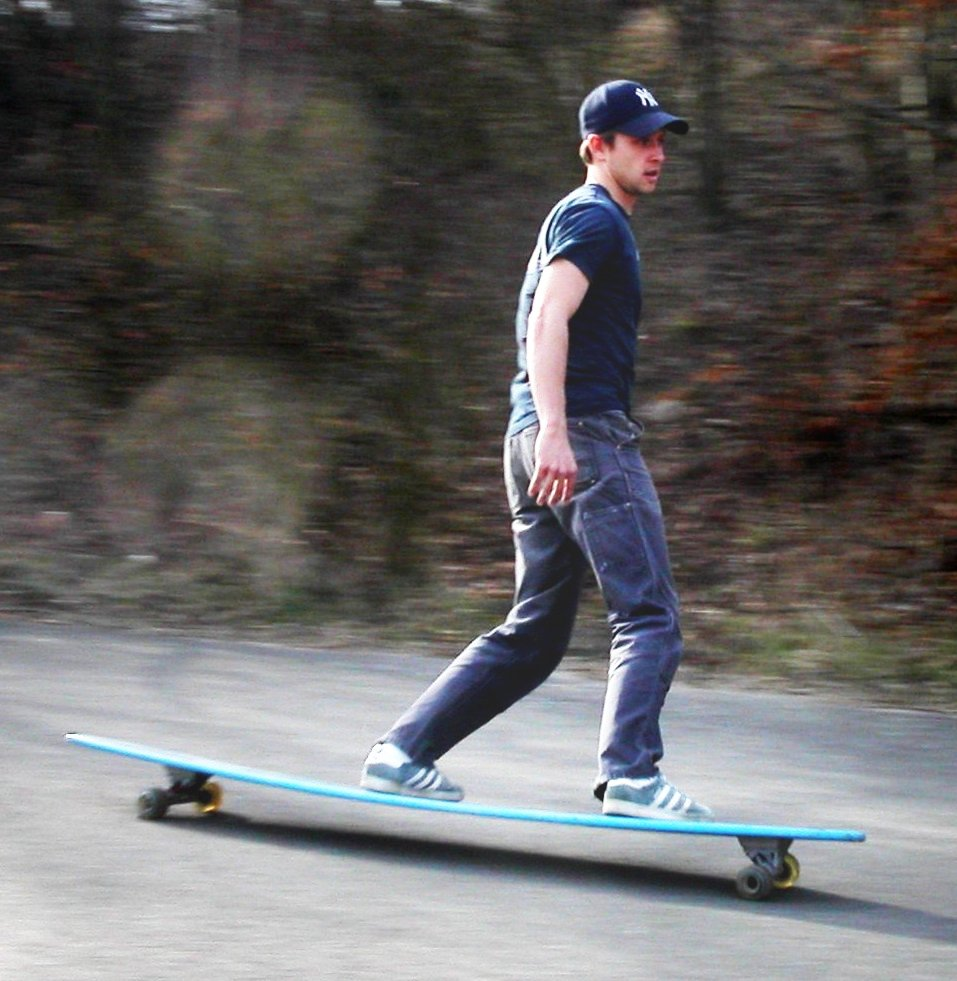
Longboard

Longboard – dłuższa wersja normalnej deskorolki. Tradycyjne longboardy mają długość od około 68 cm do nawet 150 cm. Ze względu na swoją budowę longboard umożliwia osiąganie znacznie większych prędkości niż normalna deskorolka. 16 września 2017 roku Peter Connolly ustanowił rekord prędkości na longbordzie na 146,73 km/h.
Używa się go do downhillu, slalomu lub przemieszczania się po wzniesieniach.